# توم كارون
توم كارون (بالإنجليزية: Tom Caron) هو معلق رياضي أمريكي، ولد في 1963 في لويستون في الولايات المتحدة.